# 原拓志
原 拓志 （はら たくじ、1962年 - ）は、日本の経営学者。神戸大学名誉教授、関西大学商学部教授、日本学術会議会員。元企業家研究フォーラム副会長。

## 人物・経歴
1985年神戸大学経営学部卒業、東洋紡績入社。1993年神戸大学大学院経営学研究科博士課程前期課程修了、修士（経営学）。同年神戸大学経営学部助手。1996年神戸大学経営学部助教授。ドナルド・アンガス・マッケンジーに師事し、2001年エディンバラ大学大学院社会科学研究科博士課程修了、Ph.D. 。2004年神戸大学大学院経営学研究科教授。2015年企業家研究フォーラム副会長、組織学会評議員。2020年神戸大学名誉教授、関西大学商学部商学科マネジメント専修教授、日本学術会議会員、日本学術会議経営学委員会幹事。2022年日本経営学会常任理事。専門は工業経営、技術管理。

## 著書
- 『技術経営』（宮尾学と共編著）中央経済社 2017年